# Miguel Hidalgo, Campeche
Miguel Hidalgo är en ort i Mexiko.   Den ligger i kommunen Escárcega och delstaten Campeche, i den östra delen av landet, 900 km öster om huvudstaden Mexico City. Miguel Hidalgo ligger 108 meter över havet och antalet invånare är 259.
Terrängen runt Miguel Hidalgo är platt. Runt Miguel Hidalgo är det glesbefolkat, med 11 invånare per kvadratkilometer. Närmaste större samhälle är Escárcega, 10,9 km nordväst om Miguel Hidalgo. I omgivningarna runt Miguel Hidalgo växer i huvudsak städsegrön lövskog.